# Сент-Элали-д’Ольт
Сент-Элали́-д’Ольт (фр. Sainte-Eulalie-d'Olt, окс. Senta Aulària d'Òlt) — коммуна во Франции, находится в регионе Окситания. Департамент — Аверон. Входит в состав кантона Сен-Женье-д’Ольт. Округ коммуны — Родез.
Код INSEE коммуны — 12219.
Коммуна расположена приблизительно в 490 км к югу от Парижа, в 155 км северо-восточнее Тулузы, в 33 км к северо-востоку от Родеза.

## Население
Население коммуны на 2008 год составляло 344 человека.
| 1962 | 1968 | 1975 | 1982 | 1990 | 1999 | 2008 |
| ---- | ---- | ---- | ---- | ---- | ---- | ---- |
| 478  | 414  | 385  | 359  | 310  | 327  | 344  |

## Экономика
В 2007 году среди 195 человек в трудоспособном возрасте (15—64 лет) 135 были экономически активными, 60 — неактивными (показатель активности — 69,2 %, в 1999 году было 66,8 %). Из 135 активных работали 125 человек (67 мужчин и 58 женщин), безработных было 10 (6 мужчин и 4 женщины). Среди 60 неактивных 10 человек были учениками или студентами, 33 — пенсионерами, 17 были неактивными по другим причинам.

## Достопримечательности
- Церковь XI века. Памятник истории с 1923 года[3]
- Замок XV века. Памятник истории с 1976 года[4]
- Музей Марселя Буду
- Мельница с вертикальным колесом (единственная в Авероне)